# سرگئی ولکوف

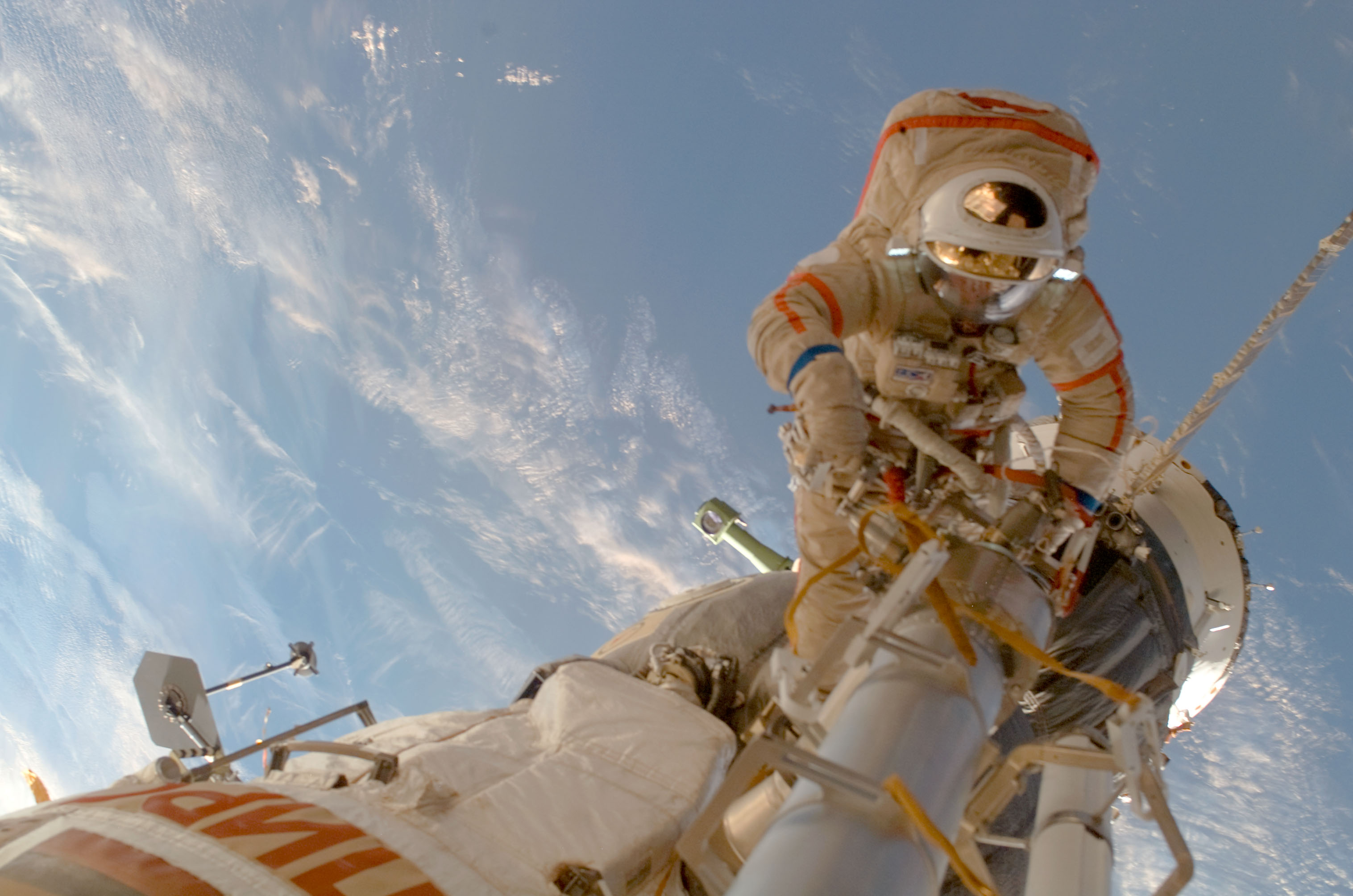
سرگئی ولکوف در حال انجام یک راهپیمایی فضایی در بیرون ایستگاه فضایی بین‌المللی در طول اردوی هفدهم؛ مدت این راهپیمایی فضایی پنج ساعت و ۵۴ دقیقه بود.

سرگئی الکسالندرویچ ولکوف (به روسی: Сергей Александрович Волков) کیهان‌نورد روسی و فرمانده اردوی ۱۷ در ایستگاه فضایی بین‌المللی است. او در ۱۲ فروردین ۱۳۵۲ (یکم آوریل ۱۹۷۳) در شهر چوگویف در اوکراین (در آن دوران بخشی از اتحاد شوروی) به دنیا آمد . سرگئی نخستین فضانورد نسل دومی است: پدرش الکساندر ولکوف از فضانوردان باسابقه روسیه است. همسر وی، ناتالیا شینکارنکو، حسابدار خبره است.
سرگئی در روز ۲۰ فروردین ۱۳۸۷ (۸ آوریل ۲۰۰۸) به عنوان فرمانده اردوی ۱۷ به همراه دو فضانورد دیگر وارد ایستگاه فضایی بین‌المللی شد.

## ورود به نیروی هوایی
سرگئی ولکوف در سال ۱۹۹۰ پس از فارغ‌التحصیلی از دبیرستان شهرک ستاره‌ها، وارد دانشکده عالی هوانوردی تامبوف شد. وی پرواز با هواپیماهای آئرو ال-۲۹، آئرو ال-۳۹، ایلیوشین-۲۲ و توپولف-۱۳۴ را به‌خوبی فرا گرفت، و در سال ۱۹۹۵ در حالیکه ۴۵۰ ساعت پرواز با هواپیماهای نظامی را در کارنامه خود داشت، از دانشکده فارغ‌التحصیل شد.

## ورود به برنامه فضایی
سرگئی  در ۲۷ ژوئیه ۱۹۹۷ به گروه کیهان‌نوردان روسیه پیوست و پس از طی دوران آموزش‌های مقدماتی فضانوردی بین دسامبر ۱۹۹۷ تا نوامبر ۱۹۹۹، به عنوان «کیهان‌نورد آزمایشگر» فارغ‌التحصیل و به آموزش سایر فضانوردان برای سفر به ایستگاه فضایی بین‌المللی مشغول شد.
در سال ۲۰۰۱ او به عنوان فرمانده ذخیره فضاپیمای سایوز و همچنین مهندس پرواز ذخیره در اردوی ۷ ایستگاه فضایی بین‌المللی انتخاب شد، و از اوت ۲۰۰۱ تا فوریه ۲۰۰۳، تمرینات مربوطه را به انجام رسانید. در فوریه ۲۰۰۶ نیز به عنوان مهندس پرواز ذخیره برای فضاپیمای سایوز و ایستگاه فضایی بین‌المللی در اردوی ۱۳ انتخاب شد.

## ماموریت فضایی

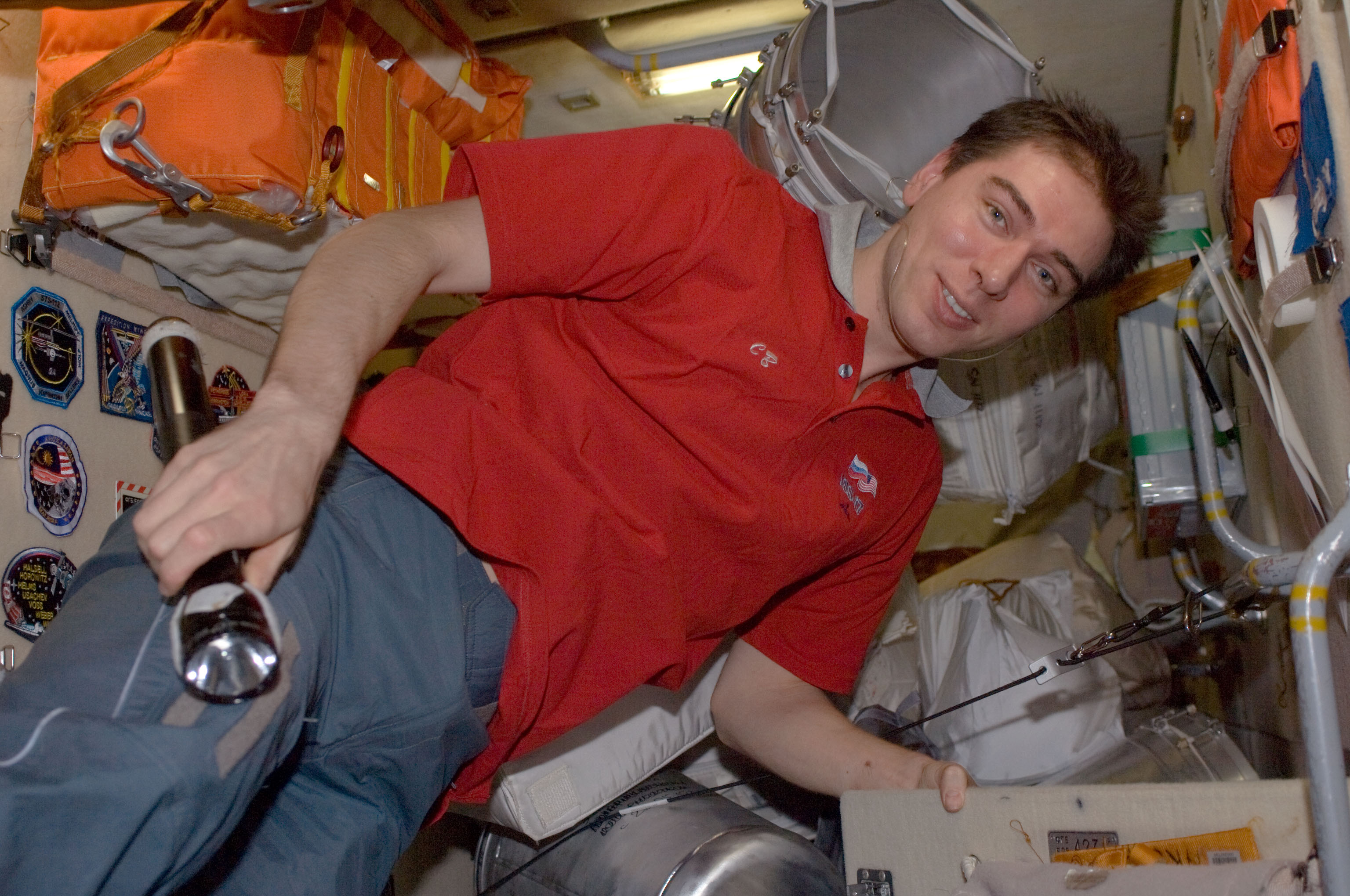
ولکوف در ماموریت Expedition17

سرانجام در ژوئن ۲۰۰۶، سرگئی ولکوف به عنوان فرمانده فضاپیمای سایوز و اردوی ۱۷ ایستگاه فضایی بین‌المللی انتخاب شد، و در ۲۰ فروردین ۱۳۸۷ (۸ آوریل ۲۰۰۸) در ماموریت سایوز تی‌ام‌ای-۱۲ از پایگاه فضایی بایکونور به مدار زمین و به مقصد ایستگاه فضایی بین‌المللی پرواز کرد.
سرگئی ولکوف تا به امروز جوان‌ترین فرمانده ایستگاه فضایی بین‌المللی است.